# Рассыпное (Рассыпненский сельский совет, Шахтёрский район)
Рассыпно́е (укр. Розсипне) — село на Украине, находится в Шахтёрском районе Донецкой области. Под контролем самопровозглашённой Донецкой Народной Республики.

## География
В Донецкой области имеется ещё два одноимённых населённых пункта — село Рассыпное Дмитровского сельсовета в том же Шахтёрском районе, а также посёлок Рассыпное в составе города Тореза.
К северо-востоку от населённого пункта проходит граница между Донецкой и Луганской областями.

#### Соседние населённые пункты по странам света
С: Стрюково, Тимофеевка, Весёлое
СЗ: Кумшацкое, Димитрова, Орлово-Ивановка
СВ: Фащевка (Антрацитовский район Луганской области)
З: Петропавловка
В: Грабово
ЮЗ: Красный Луч
ЮВ: Пелагеевка
Ю: Рассыпное (посёлок), Балочное, Ровное

## История
17 июля 2014 года над местностью между селами Рассыпное и Грабово был сбит самолёт Boeing 777 авиакомпании Malaysia Airlines, что повлекло гибель всех 298 человек, находившихся на борту.

## Население
Население по переписи 2001 года составляло 497 человек.

## Общие сведения
Код КОАТУУ — 1425286801. Почтовый индекс — 86263. Телефонный код — 6255.

## Адрес местного совета
86263, Донецкая область, Шахтёрский р-н, с. Рассыпное, ул. Ленина, д.24